# Epimedium alpinum
Epimedium alpinum (L., 1753) è una pianta erbacea appartenente alla famiglia delle Berberidacee, diffusa nell'area compresa tra Austria ad Albania.

## Descrizione
Si sviluppa da un rizoma sotterraneo. Crea distese di fusti con foglie composte, annuali. L'infiorescenza è una pannocchia con pochi fiori con speroni lunghi grossomodo quanto i petali.

## Distribuzione e habitat
In Italia è l'unica specie di Epimedium presente, mentre la gran parte delle specie è asiatica: si trova nel nord della fino all'Emilia-Romagna dai 100 ai 1000 m di quota nei boschi di latifoglie o cespuglietti dove forma dei tappeti estesi nel sottobosco.